# Смит, Сайрил
Сайрил Смит (англ. Cyril J. M. Smith; 2 февраля 1919, Бирмингем — 24 ноября 1962, Кесвик) — британский мотогонщик, чемпион мира 1952 года по шоссейно-кольцевым гонкам в классе мотоциклов с колясками, чемпион Великобритании 1951 года.

## Спортивная карьера
Сайрил Смит начал гоночную карьеру в возрасте 20 лет, изначально выступая на локальных грязевых трассах и параллельно работая электриком. Во время Второй мировой войны служил в танковых войсках, получил тяжёлую трамву головы, подорвавшись на мине во время операции в ливийском Тобруке.
В 1947 году возобновил гоночную карьеру и сперва выступал в качестве пассажира в гонках мотоциклов с колясками. Позже переквалифицировался в пилоты, выступал на самостоятельно доработанном мотоцикле Norton с двигателем Manx. В 1951 году подписал контракт с заводской командой Norton, выступавшей в Чемпионате мира.
Сезон 1952 года для Смита начался не очень удачно: во внезачётной гонке ещё до начала чемпионата он попал в аварию, получив серьёзные травмы. Успев, тем не менее, восстановиться, он занял 2-е место в первой гонке сезона в Швейцарии, а на Гран-При Германии одержал свою первую в карьере победу на таком уровне. В середине сезона Смит был вынужден сменить пассажира: из-за личных проблем его постоянный напарник Боб Клементс вынужден был вернуться в Великобританию, а последние две гонки сезона Смит провёл с напарником Лесом Наттом. Финишировав на подиуме во всех гонках сезона, Сайрил Смит стал вторым британцем после Эрика Оливера, завоевавшим титул в зачёте мотоциклов с колясками.
Смит выступал до 1958 года; в качестве напарников с ним выступали Лес Натт, Стэнли Диббен и Эрик Блисс. В гонке Isle of Man TT 1955 года Смит попал в серьёзную аварию: на одном из поворотов Лес Натт не удержался на коляске; Смит не сразу понял, что равновесие мотоцикла изменилось из-за отсутствия балласта, слишком быстро вошёл в поворот и перевернулся, получив сложный перелом руки.

## После окончания спортивной карьеры
В 1959 году Смит принял решение оставить гонки по финансовым причинам: после ухода из заводской команды выступления и в частности страховые выплаты оказались для него непосильными. Смит работал инженером-механиком в Стоктоне-он-Тис. 21 ноября 1962 года он покончил с собой в номере отеля в Кесвике (графство Камбрия, Англия); у него остались жена Ирен и дочь Кэтлин. Кэтлин впоследствии вышла замуж за бывшего напарника Смита, Стэнли Диббена.
Супруга Сайрила Смита по религиозным причинам запретила устанавливать памятник над местом его захоронения, и в течение более чем 40 лет его могила оставалась никак не обозначенной. В 2005 году по инициативе Кэтлин на могиле Сайрила Смита появилось надгробие.

## Результаты выступлений в Чемпионате мира по шоссейно-кольцевым гонкам на мотоциклах с колясками
| Легенда к таблице |                                                 |
| --- | ----------------------------------------------- |
| В таблице перечислены результаты всех этапов чемпионата мира, в которых принимал участие гонщик либо пассажир. Строками таблицы являются сезоны, столбцами все гонки этапов чемпионата мира, напарник и мотоцикл. В клетках указаны сокращённое название этапа и результат, клетка дополнительно обозначена цветом. Расшифровка обозначений и цветов представлена в нижеследующей таблице. |                                                 |
| \| Пример \| Описание \| \| ------------ \| ----------------------------------------------- \| \| 1 \| Победитель \| \| 2 \| Второе место \| \| 3 \| Третье место \| \| \| Финишировал в очковой зоне \| \| \| Финишировал вне очковой зоны \| \| НКЛ \| Не классифицирован \| \| Сход \| Не финишировал \| \| НКВ \| Не прошёл квалификацию \| \| НПКВ \| Не прошёл предварительную квалификацию \| \| ДСК \| Дисквалифицирован \| \| ИСК \| Исключён из протокола соревнований \| \| НС \| Не стартовал в гонке \| \| Т \| Травмирован или болен \| \| ОТК \| Отказ от участия \| \| НТР \| Прибыл на соревнования, но на трассу не выезжал \| \| НПР \| Не прибыл к началу соревнований \| \| НД \| Недопущен до старта \| \| О \| Гонка отменена \| \| \| Не участвовал \| \| Поул-позиция \| \| \| Быстрый круг \| \| |                                                 |
| Пример | Описание                                        |
| 1 | Победитель                                      |
| 2 | Второе место                                    |
| 3 | Третье место                                    |
| | Финишировал в очковой зоне                      |
| | Финишировал вне очковой зоны                    |
| НКЛ | Не классифицирован                              |
| Сход | Не финишировал                                  |
| НКВ | Не прошёл квалификацию                          |
| НПКВ | Не прошёл предварительную квалификацию          |
| ДСК | Дисквалифицирован                               |
| ИСК | Исключён из протокола соревнований              |
| НС | Не стартовал в гонке                            |
| Т | Травмирован или болен                           |
| ОТК | Отказ от участия                                |
| НТР | Прибыл на соревнования, но на трассу не выезжал |
| НПР | Не прибыл к началу соревнований                 |
| НД | Недопущен до старта                             |
| О | Гонка отменена                                  |
| | Не участвовал                                   |
| Поул-позиция |                                                 |
| Быстрый круг |                                                 |

| Год  | Пассажир      | Мотоцикл | 1        | 2        | 3        | 4        | 5        | 6     | Место | Очки    |
| ---- | ------------- | -------- | -------- | -------- | -------- | -------- | -------- | ----- | ----- | ------- |
| 1951 | Боб Онслоу    | Norton   | ESP      | SUI      | BEL 4    | FRA      | NAT      |       | 10    | 3       |
| 1952 | Боб Клементс  | Norton   | SUI 2    | BEL 3    | GER 1    |          |          |       | 1     | 24 (28) |
| 1952 | Лес Натт      | Norton   |          |          |          | NAT 2    | ESP 3    |       | 1     | 24 (28) |
| 1953 | Лес Натт      | Norton   | BEL 2    | FRA 2    | ULS 1    | SUI 2    | NAT 2    |       | 2     | 26 (32) |
| 1954 | Стэнли Диббен | Norton   | MAN Сход | ULS 2    | BEL 3    | GER 3    | SUI 2    | NAT 2 | 3     | 22 (26) |
| 1955 | Стэнли Диббен | Norton   | ESP 2    | MAN Сход | GER      | BEL Сход | NED Сход | NAT   | 5     | 6       |
| 1956 | Стэнли Диббен | Norton   | MAN Сход | NED 3    | BEL Сход | GER 5    | ULS Сход | NAT   | 7     | 6       |
| 1957 | Стэнли Диббен | Norton   | GER 6    |          | NED Сход | BEL      |          |       | 6     | 7       |
| 1957 | Эрик Блисс    | Norton   |          | MAN Сход |          |          | NAT 2    |       | 6     | 7       |
| 1958 | Эрик Блисс    | Norton   | MAN Сход | NED 4    | BEL 4    | GER      |          |       | 5     | 6       |
| 1959 | Эрик Блисс    | Norton   | FRA      | MAN Сход | BEL      | NED      | BEL      |       | -     | 0       |

## Результаты выступлений на гонке Isle of Man TT[6]
| Год  | Класс      | Мотоцикл | Пассажир      | Позиция в классе |
| ---- | ---------- | -------- | ------------- | ---------------- |
| 1954 | Sidecar TT | Norton   | Стэнли Диббен | Сход             |
| 1955 | Sidecar TT | Norton   | Стэнли Диббен | Сход             |
| 1956 | Sidecar TT | Norton   | Стэнли Диббен | Сход             |
| 1957 | Sidecar TT | Norton   | Эрик Блисс    | Сход             |
| 1958 | Sidecar TT | Norton   | Эрик Блисс    | Сход             |
| 1959 | Sidecar TT | Norton   | Эрик Блисс    | Сход             |